# Лукаш Гурницки
Лу̀каш Гурнѝцки, герб Огончик (на полски: Łukasz Górnicki) е полски писател хуманист, преводач и кралски секретар. Определян за един от най-значимите полски ренесансови прозаици.

## Биография
Лукаш Гурницки е роден в град Освиенцим през 1527 г. в бедно градско семейство. За неговото развитие помага вуйчо му Станислав Гоншорек Клерика, известен поет и приближен на крал Зигмунт I Стари. През 1545 г. е назначен за секретар на Самуел Мачейовски, епископ на Краков. Запазва службата си и при наследника на Мачейовски, Анджей Зебжидовски. От 1552 г. работи в кралската канцелария. В периода 1557–1559 г. учи в Падуанския университет. След завръщането си от Италия поема длъжността кралски секретар. Умира на 22 юли 1603 г. в село Липники, западно от Бялисток.

## „Полският дворянин“
През 1566 г. Гурницки издава най-значимата си творба – трактата Полски дворянин. Тя представлява авторска преработка на широко известното през епохата съчинение на италианския хуманист Балдасаре Кастильоне Придворният (Il Cortegiano, 1528). Текстът съдържа четири книги, като на места Гурницки се отклонява значително от оригинала. Редица моменти са изпуснати или силно полонизирани, а темите за литературата, музиката и изискания вкус са силно редуцирани за сметка на дискусии за достойнството и мястото на полския език в ренесансовото общество.
Дискутиращите лица в полския трактат са ситуирани в градчето Прондник, недалеч от Краков, през 1549 г. в епископската резиденция на Самуел Мачейовски. Там просветеният духовник разговаря с отбрани гости, полски благородници. За разлика от оригинала, където дамите разговарят равностойно в компанията на двора в Урбино, при Гурницки те напълно отсъстват от дискусиите.
Съчинението на Гурницки цели да представи образец за полските благородници и техните дами. Същевременно то разкрива много детайли от живота в Полша през средата на XVI в. Фрагменти от Полския дворянин са преведени на български език.

## Творчество
- Żal po zgonie żony Barbary[3] (1589)
- Rozprawa o grafice
- Nowy karakter polski (1594)
- Rozmowa Polaka z Włochem o wolnościach i prawach polskich (1616)
- Droga do zupełnej wolności (1650, Елбльонг)
- Dzieje w Koronie Polskiej [...] od roku 1538 aż do roku 1572 (1637)

### Преводи
- Dworzanin polski ( – 1566, адаптация на Il Cortegiano от Балдасаре Кастильоне)
- Trojanki (Troades) на Сенека (1593)
- Rzecz o dobrodziejstwach (De beneficiis) на Сенека